# Umberto Maggioni
Umberto Maggioni (* 25. September 1933 in Lausanne) ist ein Schweizer Bildhauer, Zeichner, Grafiker, und Schmuckdesigner.

## Leben und Werk
Umberto Maggionis Eltern stammten aus Italien. Die Familie lebte von 1937 bis 1939 in Prag und flüchtete während der deutschen Invasion nach Rom.  
1947 kehrte die Familie nach Lausanne zurück. Dort erlernte Umberto Maggioni das Gravieren bei Pietro Sarto (* 1930). Zudem bildete er sich autodidaktisch in der Bildhauerei aus.
Maggioni war ein Gründungsmitglied der Kulturzeitschrift Trou. Seit 1955 lebt und arbeitet er mit seiner Frau Nelly in Belprahon.
Umberto Maggioni schuf für die Kirche Notre-Dame de la Prévôté in Moutier den Reliquienschrein des Ortsheiligen German aus edlem Glas und Metall. 1976 wirkte er zusammen mit Max Kohler, Fred-André Holzer, Francis Monnin und Roger Voser an der bildlichen und skulpturalen Gestaltung des Krankenhauses in Moutier.
Maggionis Werke sind u. a. im öffentlichen Raum in Tavannes, Grandval und Moutier zu sehen. Als jurasisches Visarte-Mitglied stellte er seine Werke in zahlreichen Einzel- und Gruppenausstellungen im In- und Ausland aus.